# Ahuja Towers
Ahuja Towers es un rascacielos situado en Bombay, en el estado de Maharashtra (India). Mide 250 metros de altura y tiene 53 pisos. Su construcción comenozó en 2010 y terminó en 2015. Es el sexto edificio más alto de la ciudad y el séptimo más alto de India.